# Championnat de Croatie de football 2024-2025
Navigation
Saison 2023-2024 Saison 2025-2026
La saison 2024-2025 de Prva Liga est la trente-quatrième édition de la première division croate. La saison régulière prend place du 2 août 2024 au 25 mai 2025.
Les dix meilleurs clubs du pays sont regroupés au sein d'une poule unique où ils s'affrontent à quatre reprises, deux fois à domicile et à l'extérieur, pour un total de 180 matchs. Le tenant du titre est le Dinamo Zagreb.
En fin de saison, le premier au classement est sacré champion de Croatie et se qualifie pour le deuxième tour de qualification de la Ligue des champions 2025-2026. Le vainqueur de la Coupe de Croatie 2024-2025 se qualifie pour le premier tour de la Ligue Europa 2025-2026 et les deuxième et troisième du championnat se qualifient pour le deuxième tour de qualification de la Ligue Conférence 2025-2026. La place du vainqueur de la Coupe peut être réattribuée au deuxième du championnat si celui-ci est déjà qualifié pour la Ligue des champions par le biais du championnat, rendant alors la quatrième place également qualificative. Dans le même temps, le dernier du classement est directement relégué en deuxième division.

## Participants
Un total de dix équipes participent au championnat, neuf d'entre elles étant déjà présentes la saison précédente, auxquelles s'ajoute le HNK Šibenik, promu de deuxième division qui remplace NK Rudeš, relégué lors de la dernière édition.
Parmi ces clubs, quatre d'entre eux n'ont jamais quitté le championnat depuis sa fondation en 1992 : le Dinamo Zagreb, l'Hajduk Split, le NK Osijek et l'HNK Rijeka. En dehors de ceux-là, le Slaven Belupo évolue continuellement dans l'élite depuis 1996 tandis que l'Istra 1961 et le Lokomotiva Zagreb sont présents depuis 2009.
Légende des couleurs
- Barrages de la Ligue des champions 2024-2025
- Deuxième tour de qualification de la Ligue Europa 2024-2025
- Deuxième tour de qualification pour non-champions de la Ligue Conférence 2024-2025
- Promu de deuxième division

| Club              | Se maintient depuis | Classement 2023-2024 | Entraîneur       | Stade                  | Capacité théorique |
| ----------------- | ------------------- | -------------------- | ---------------- | ---------------------- | ------------------ |
| Dinamo Zagreb     | 1992                | 1                    | Sandro Perković  | Stade Maksimir         | 35 123             |
| HNK Rijeka        | 1992                | 2                    | Radomir Đalović  | Stade Rujevica         | 8 279              |
| Hajduk Split      | 1992                | 3                    | Gennaro Gattuso  | Stade de Poljud        | 34 198             |
| NK Osijek         | 1992                | 4                    | Simon Rožman     | Stade Gradski vrt      | 17 061             |
| Lokomotiva Zagreb | 2009                | 5                    | Mario Cvitanović | Stade Kranjcevic       | 3 690              |
| NK Varaždin       | 2022                | 6                    | Nikola Šafarić   | Stade Anđelko Herjavec | 10 800             |
| HNK Gorica        | 2018                | 7                    | Mario Carević    | Stade Radnik           | 8 000              |
| Istra 1961        | 2009                | 8                    | Gonzalo García   | Stade Aldo Drosina     | 9 800              |
| Slaven Belupo     | 1996                | 9                    | Mario Kovačević  | Stade Ivan Kušek-Apaš  | 3 205              |
| HNK Šibenik       | 2024                | 1 (D2)               | Rajko Vidović    | Stade Šubićevac        | 3 701              |

1. 1 2 3 4  On ne peut pas exactement parler de promotion pour ce club puisqu'il a directement rejoint la première division dès 1992, date de création du championnat. Depuis cette date, il n'a jamais connu de relégation.

## Compétition

### Classement
Le classement est basé sur le barème de points classique (victoire à 3 points, match nul à 1, défaite à 0). Pour départager les égalités, on tient d'abord compte des points en confrontations directes, puis de la différence de buts en confrontations directes, puis de la différence de buts générale, puis du nombre de buts marqués et enfin du nombre de point de fair-play.